# Алезия

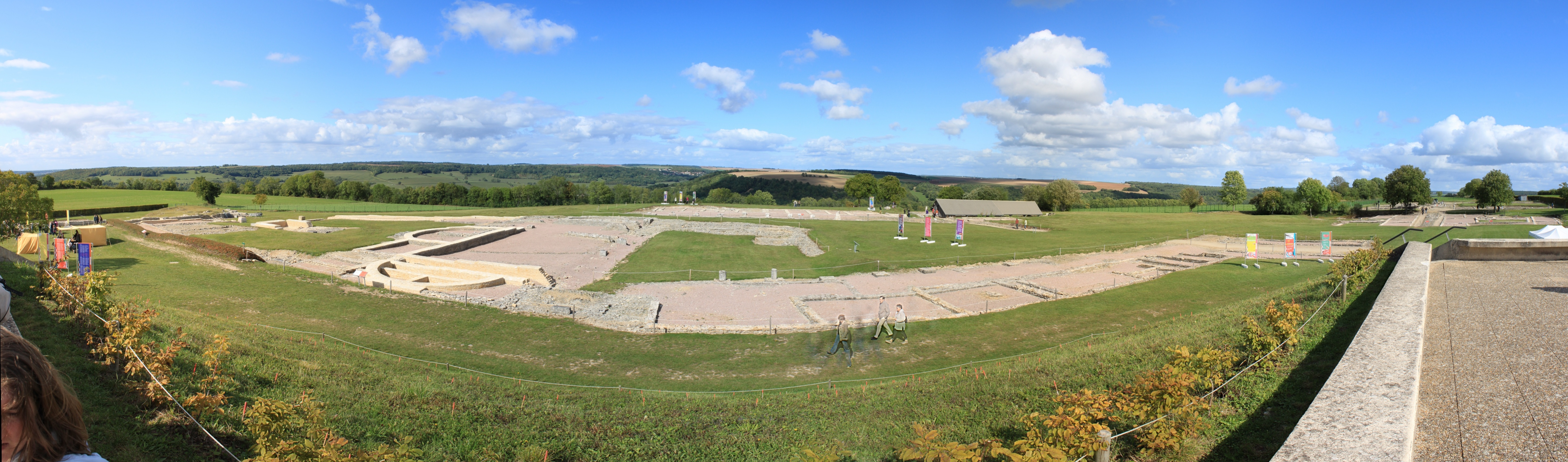
Территория археологического памятника

Алезия (Alesia) — древний галльский город-крепость (в районе современного Дижона, Франция), который в 52 году до н. э. был осаждён Юлием Цезарем при подавлении общего восстания галлов.

## Осада Цезарем

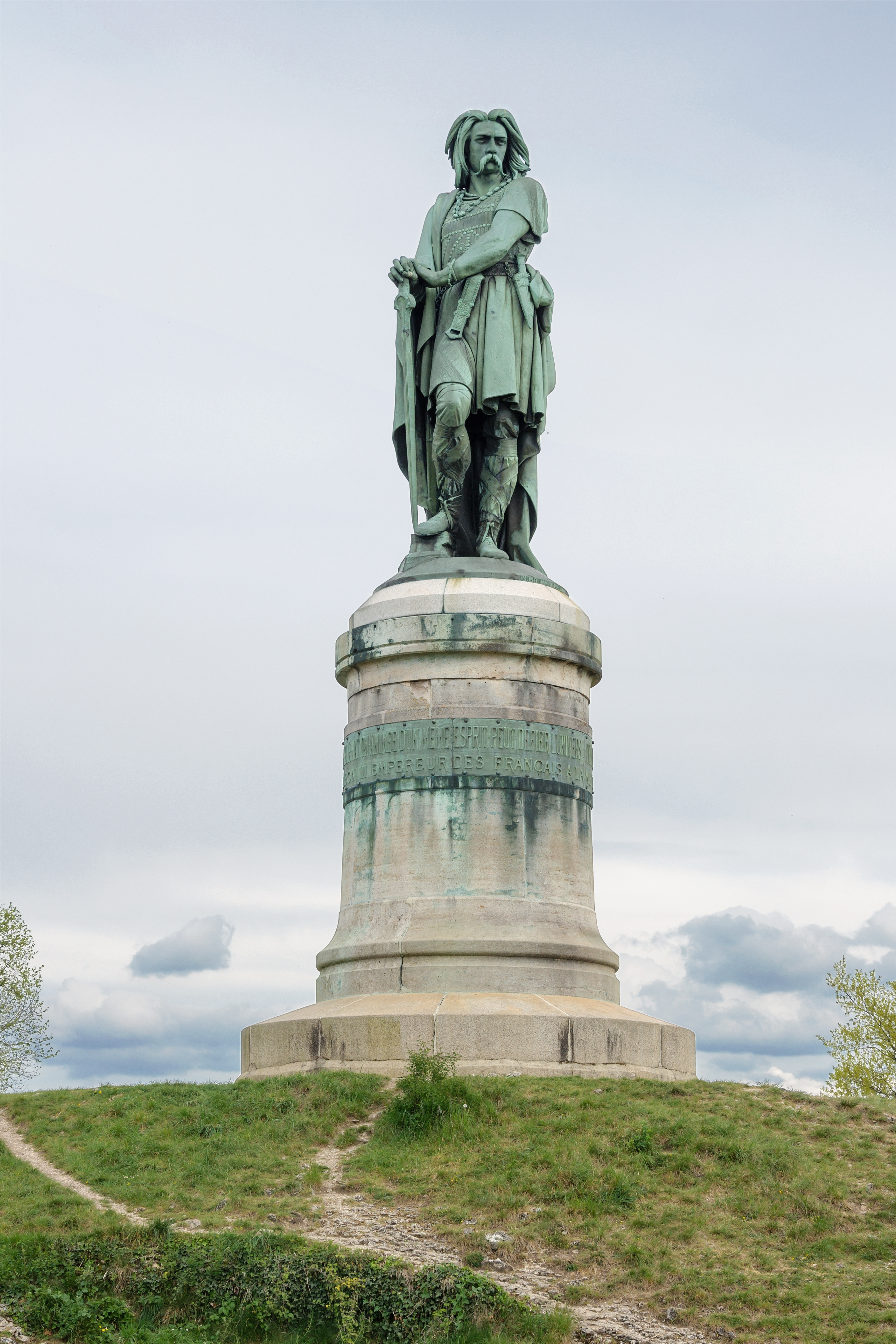
Памятник Верцингеториксу на месте Алезии

Галлы во главе с Верцингеториксом упорно оборонялись, но вследствие превосходства римлян в осадной технике и военном искусстве, а также недостатка продовольствия, несмотря почти на шестикратное превосходство, были вынуждены капитулировать. Этим закончилось завоевание Галлии. В ходе археологических раскопок (с 1860 г.) были обнаружены осадные сооружения и рвы, воздвигнутые Цезарем: две стены протяжённостью 10 (внешняя) и 14 (наружная) миль. На свободном пространстве между внутренней стеной и крепостью был разбит «Сад Цезаря»: ловушки, колья, ямы. Галлы не смогли победить римлян и были вынуждены сдаться из-за истощения запасов продовольствия.
На месте, где согласно сообщению Цезаря произошло решающее сражение, найдено оружие римских и галльских типов и монеты (не ранее 52 до н. э.).

## Дальнейшая история
Город продолжал существовать и в римское время: при раскопках найдены римский театр, храмы и другие постройки. До V века н. э. Алезия была процветающим римским провинциальным городом. В Средние века город запустел и теперь на его месте — городище Ализ и селение Ализ-Сент-Рен. Сохранились также остатки осадных укреплений Цезаря.

## Упоминания в искусстве
Об истории крепости существует одноимённая песня фолк-метал группы Eluveitie, а также песня Storm The Gates Of Alesia группы Ex Deo.